# Руська піч

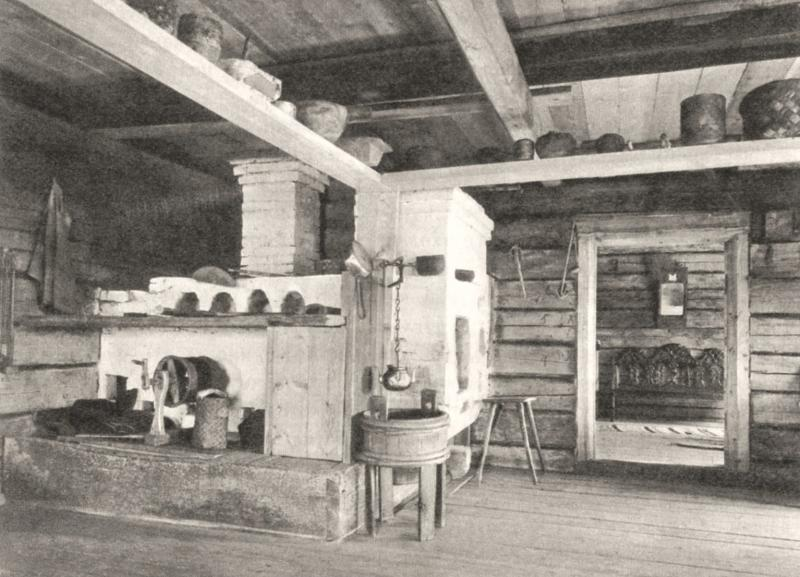
Руська піч у хаті. Російська імперія, початок 20 століття.

Ру́ська піч — масивна піч з лежанкою (полом). Використовується для обігрівання житла, приготування їжі, сушіння продуктів та як місце на печі для перебування в холодну пору людей, широко поширена в Україні, Росії, Білорусі та Польщі[джерело?].
Відомі три способи влаштовування печі: «по-чорному» (піч не має димаря), «по-сірому» (піч споряджена димовловлювачем) і «по-білому» (піч з повноцінним димарем).

## Історія

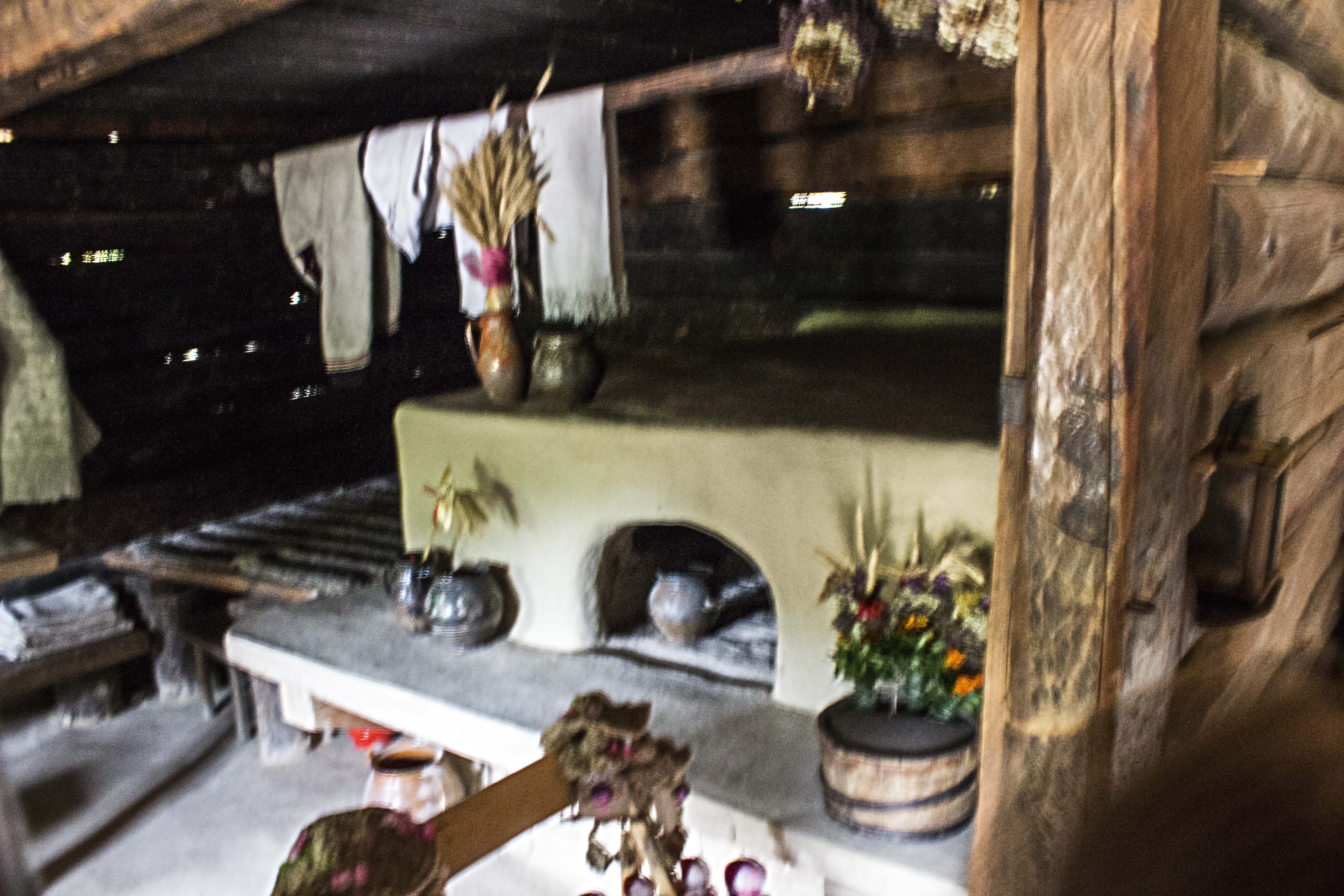
Піч без димаря з села Пилипець Міжгірського району Закарпатської області. Музей у Пирогові.

Печі спочатку були глиняні, а вже потім з каменю чи цегли. Вони могли топитись по-чорному (дим виходить у кімнату), по-сірому (дим виходить у сіни) або по-білому (дим виходить через комин). Українські хати до початку XIV ст.[джерело?] опалювались переважно курним способом.
Конструкція печей могла бути різною. У Північній Русі (північ європейської частини сучасної Росії) переважали печі сухої кладки, без розчину. В Ізборську виявлені залишки глиняних печей — у вигляді купола висотою 1 метр на кам'яній основі розміром близько 1×1 м. У більш південних районах (Верхній Дон, Пооччя, Середня Наддніпрянщина) поширенішими були печі з каменю й глини. Розміри їхніх підмурків їх сягали 1,5х2 метрів. У Верхній та Середній Наддніпрянщині більш звичайними були печі, складені з одної глини, розміром до 1,5 метрів у поперечнику й до 1,2 метрів заввишки.

### Курна піч
Курний спосіб опалення був основним[джерело?] на території Росії до кінця ХІХ ст. У такий спосіб опалення дим виходив з хати через невеликі волокові вікна, або через двері. Поширеність опалення по-чорному вплинуло на архітектуру українських хат: вікна робили вузькими та маленькими, стелю і двері низькими, щоби з кімнати виходило якнайменше тепла. Курні печі, як правило, влаштовувалися без фундаменту.

### Печі, опалювані «по-сірому»
Курні печі, як правило, влаштовувалися без фундаменту. Вже потім поширилось опалення по-сірому, тобто дим виходив у сіни. Для того, щоб топити піч «по-сірому», над припічком на висоті 50—65 см прибудовувався димовловлювач («бовдур», «кіш», «куш», «капа», «окап», «кобилка», «кобулка», «кох», «рура»), який відводив дим на горище або в сіни.
В українських хатах від комина печі відходив бічний канал — лежень (лежак), який вів у сіни, де на певній висоті прикріплювався бовдур. Останній являв собою прямокутний короб, трубу, найчастіше плетений з хмизу, очерету й обмазаний глиною, траплялись і дощатий, рідше глиняний і цегляний. Він міг доходити до половини висоти сіней (на горище), чи виходити назовні над дахом. У першому разі дим розходився по горищу і виходив через стріху чи через спеціальні отвори, зроблені під гребенем на причілкових схилах. У сінях під бовдуром могли також влаштовувати маленьку пічку-кабицю.

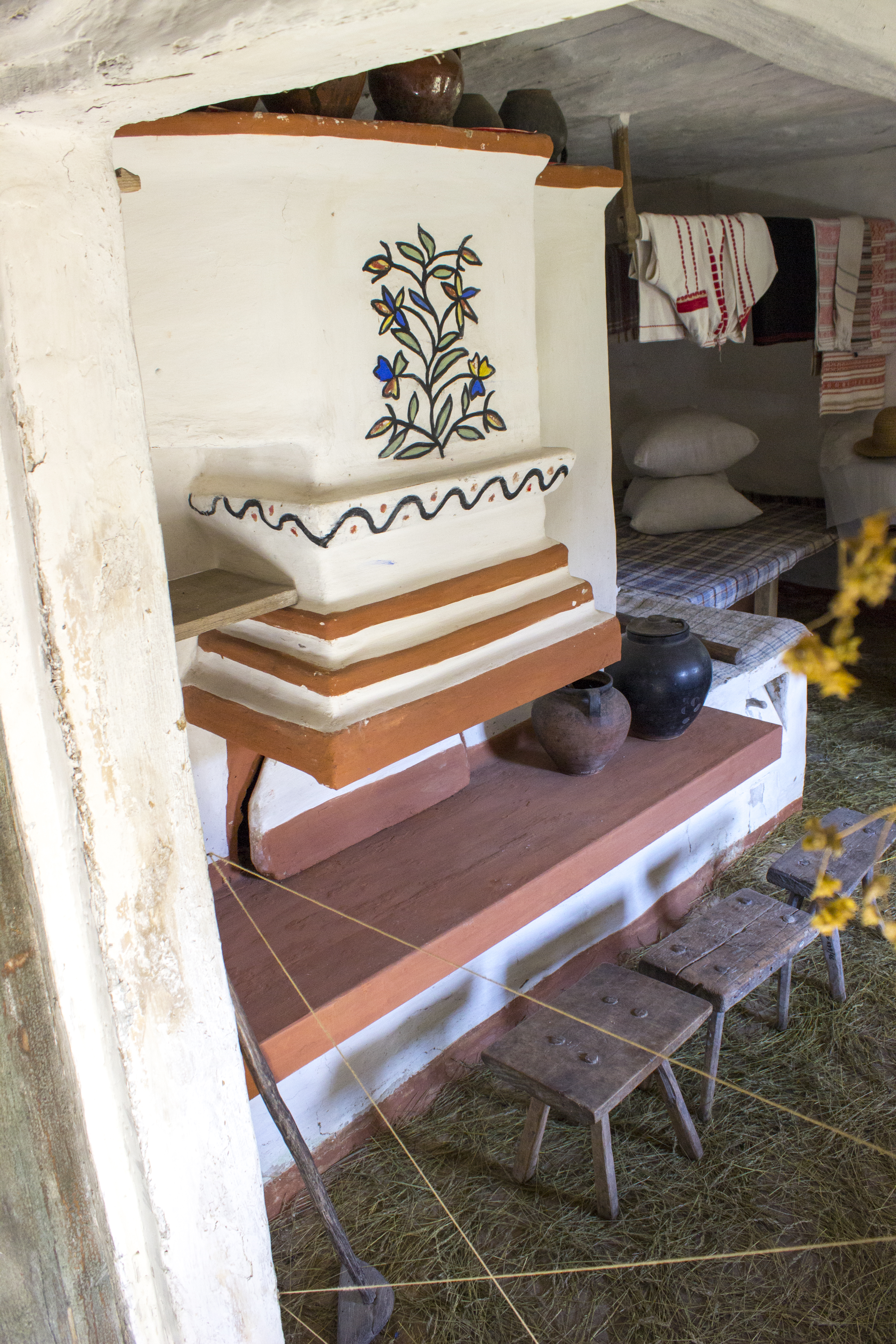
Підведений червоним глеєм припічок правобережного типу.

Українська піч за формою димовловлювального пристрою, який розташовувався над припічком, представлена трьома типами: лівобережним, правобережним та лемківським. Стінки комина печі лівобережного типу були поставлені на припічок урівень з ним, так що припічок мав вигляд заглибленого майданчика. Правобережна піч мала комин у формі зрізаної піраміди — у вигляді вільно нависаючого над припічком або спертого на стовпчики коша. Лемківська піч, крім своєрідної орієнтації отвору на причілкову стіну, мала комин у формі Г-подібної труби, коротка частина якої нависала над припічком, а подовжена з'єднувалась із стіною сіней, і далі з бовдуром.

## Будова печі

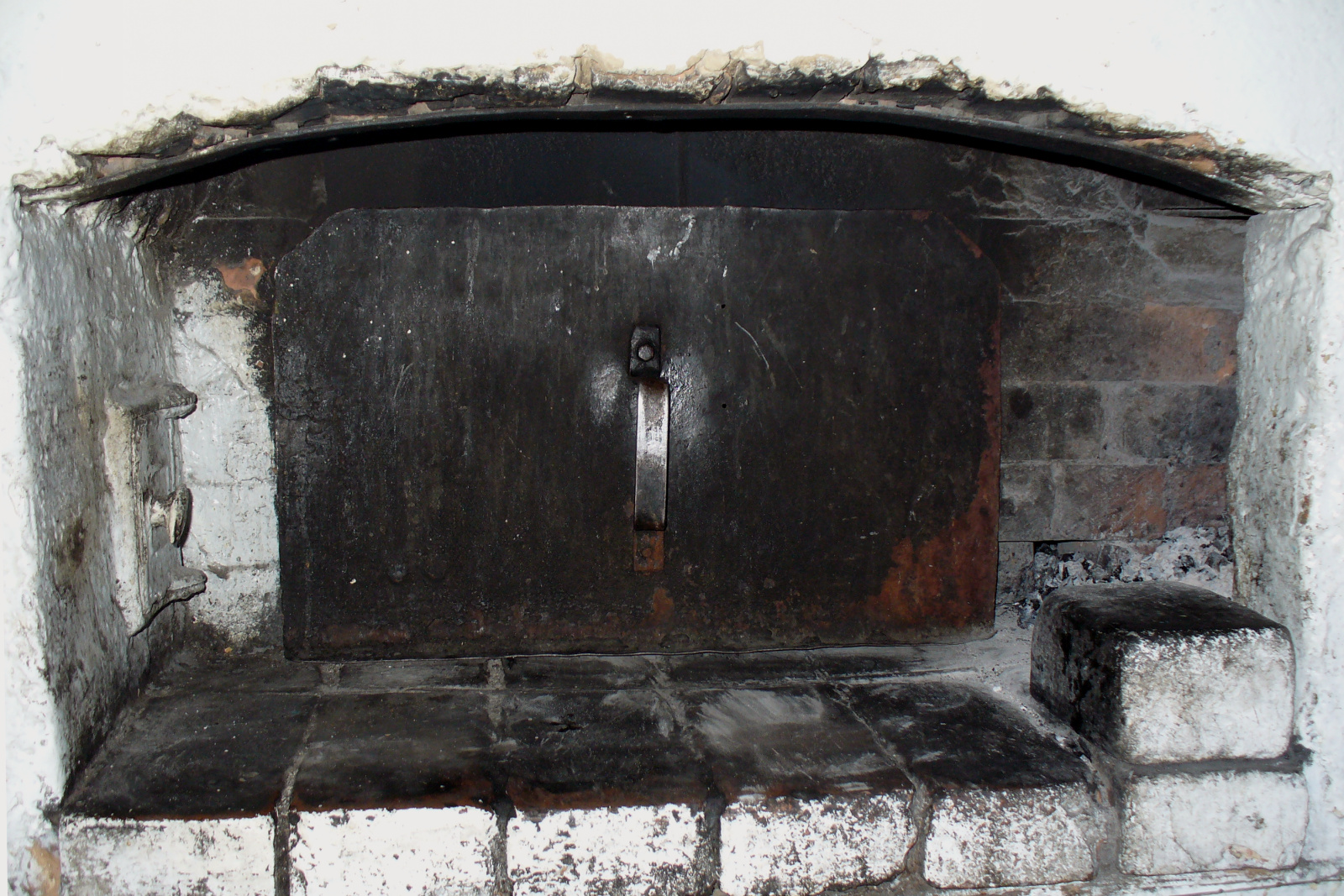
Припічок із заслінкою

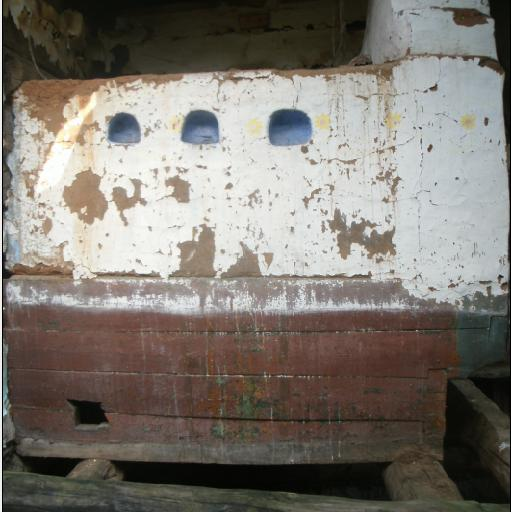
Піч без фундаменту з пічурками

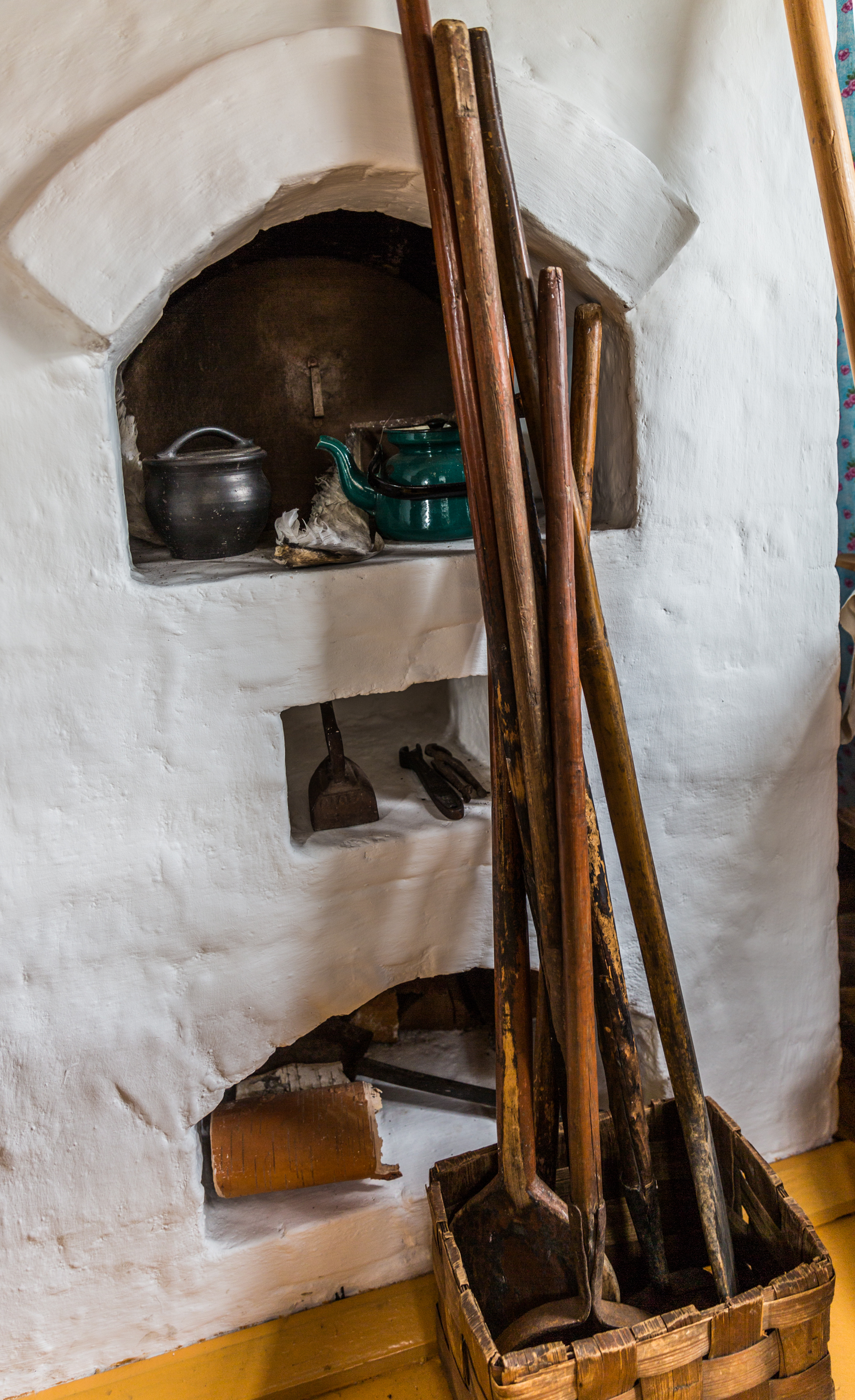
Челюсті, верхній і нижній підпічок

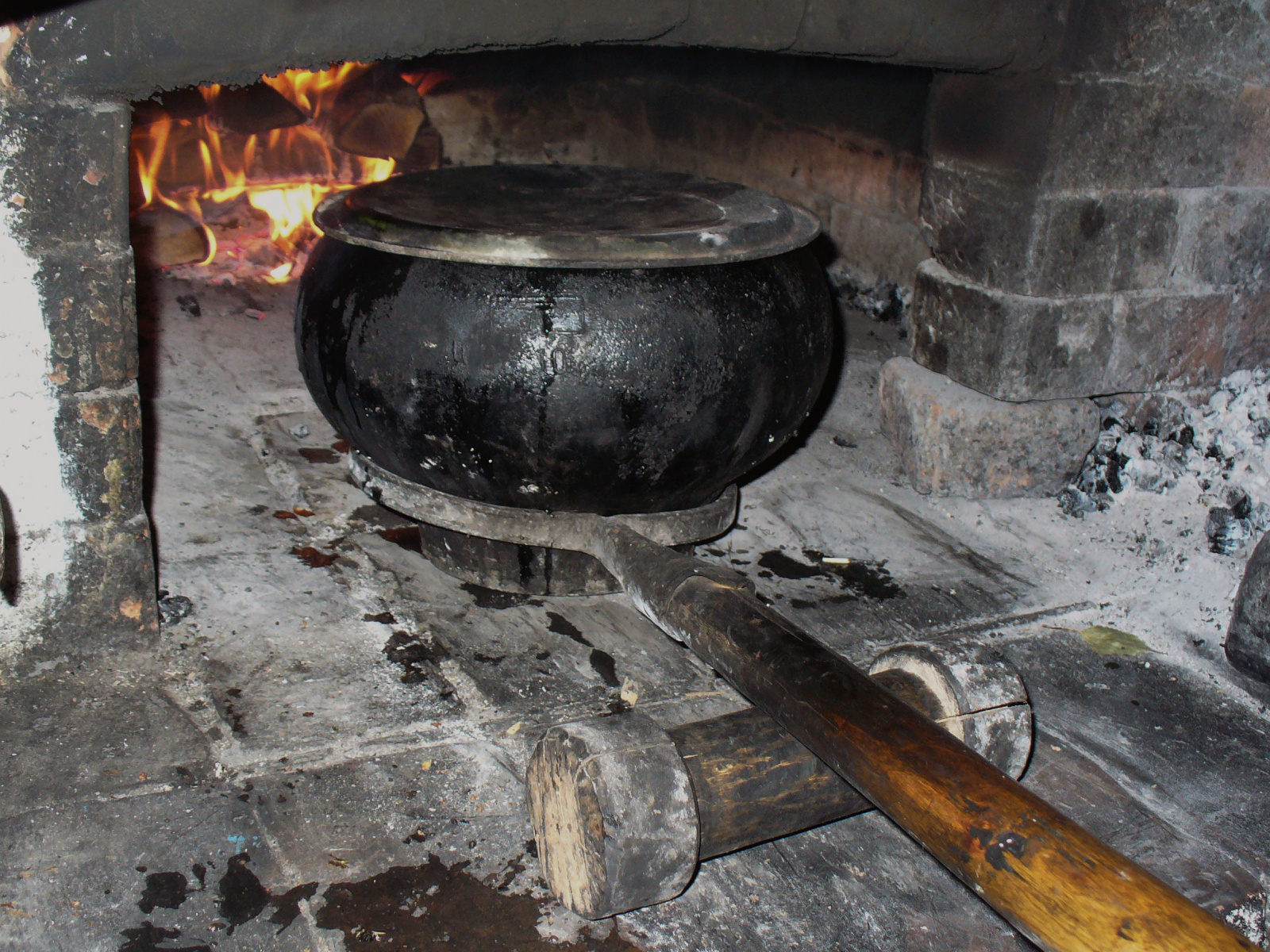
Використовування рогача з котком

Піч зазвичай мурують на фундаменті, влаштованому безпосередньо в ґрунті, але у деяких районах існують печі, встановлені без фундаменту, просто на підлозі (така конструкція печі трапляється, наприклад, на Поліссі, на території Росії — у сіцкарів). Розташовують піч, як правило, посередині приміщення — для кращого обігрівання. Мурують її з випаленої цегли, нижню черінь і внутрішнє склепіння викладають з вогнетривкої цегли. Розчином слугує глина. Змуровану піч обмазують глиною і білять.
У масиві печі можуть влаштовувати канал, призначений для труби самовара, його отвір («душник») виходить на поверхню біля челюстів.
На класичних руських печах відсутні колосники, піддувало і зольник. Такі печі прийнято називати «череневими» або «подовими»: горіння відбувається на черені (поді). Втім, деякі конструкції руських печей передбачають влаштування колосників і піддувала.
Для підйому на піч у запічку розташовувалася сходинка — примістка. У російських хатах для цієї мети влаштовувалася дерев'яна конструкція — голбець, що водночас слуговала й комірчиною.

### Елементи печі
- Дима́р (димохід, вивід, бовдур) — труба для відведення диму з печі.
- За́пічок — місце на печі, відгороджене комином, або місце в хаті за піччю. Запічком також називають пічурку[4].
- За́слі́нка (діал. засло́на, розм. затула, затулка)[5][6] — шматок жерсті або дерева певної форми з ручкою, яким закривають челюсті. Для захисту від вогню заслінку обмазували глиною.
- Ка́гла́ — отвір у димоході (усередині хати), у якому розташована каглянка. З боку хати зачиняється дверцятами.
- Кагля́нка (в'юшка, розм. затулка, рідко заслінка)[5] — засувка у димарі для збереження тепла. Замість каглянки могла використовуватися затичка з ганчір'я — «за́ткало», «за́ткално»[7].
- Ко́вбиця — заглибина для попелу в печі (також «ко́вбашка») чи виступ для лампи в куточку між комином і рештою печі (також «ко́вбочка»). За походженням це слово, очевидно, є контамінацією кабиця («відкрита літня кухня») і ко́вбиця («дровітня»)[8].
- Ко́мин — нижня частина димаря, іноді також його верхня зовнішня частина, а також інша назва всього димаря[9].
- Лежанка (піл) — поміст для лежання. Може розташовуватися прямо на печі, у традиційних білоруських і російських хатах піл також влаштовується біля печі під стелею.
- О́пі́чок — край печі, де ставили каганець.
- Підпіччя (підпічок, штандари)[10] — заглибина під піччю. На деяких видах печей є два підпічки: нижній слугує місцем для невеликого запасу дров, на верхньому (який на Бойківщині відомий як «підприпік», на Поліссі — як «підприпічок») зберігають начиння.
- Пічурка — ніша на зовнішній поверхні печі, призначена для кращої тепловіддачі, а також для сушіння і зберігання дрібних речей[11]. Розрізнюють «холодні» і «теплі» пічурки.
- При́містка — сходинка в запічку для підіймання на піч[12].
- Припі́чок — горизонтальна площина перед челюстями під комином, продовженням якої є черінь. Припічком також називають виступ зверху печі, що слугує лежанкою.
- Склепіння (звід, піднебе́ння)[13] — верхнє внутрішнє покриття печі.
- Че́люсті (род. відм. че́люстів), челюстники, челестник — вихід печі, отвір дугастої форми між припічком і внутрішньою частиною печі[14][15][16].
- Черінь (або під) — нижня горизонтальна поверхня всередині печі[17][18]. Слово «черінь» також вживається щодо верхнього перекриття печі, у цьому разі її називають «верхньою черінню», на відміну від «нижньої черені», де відбувається горіння.
- Чоло́ — передня частина печі[19].

Будова руської печі
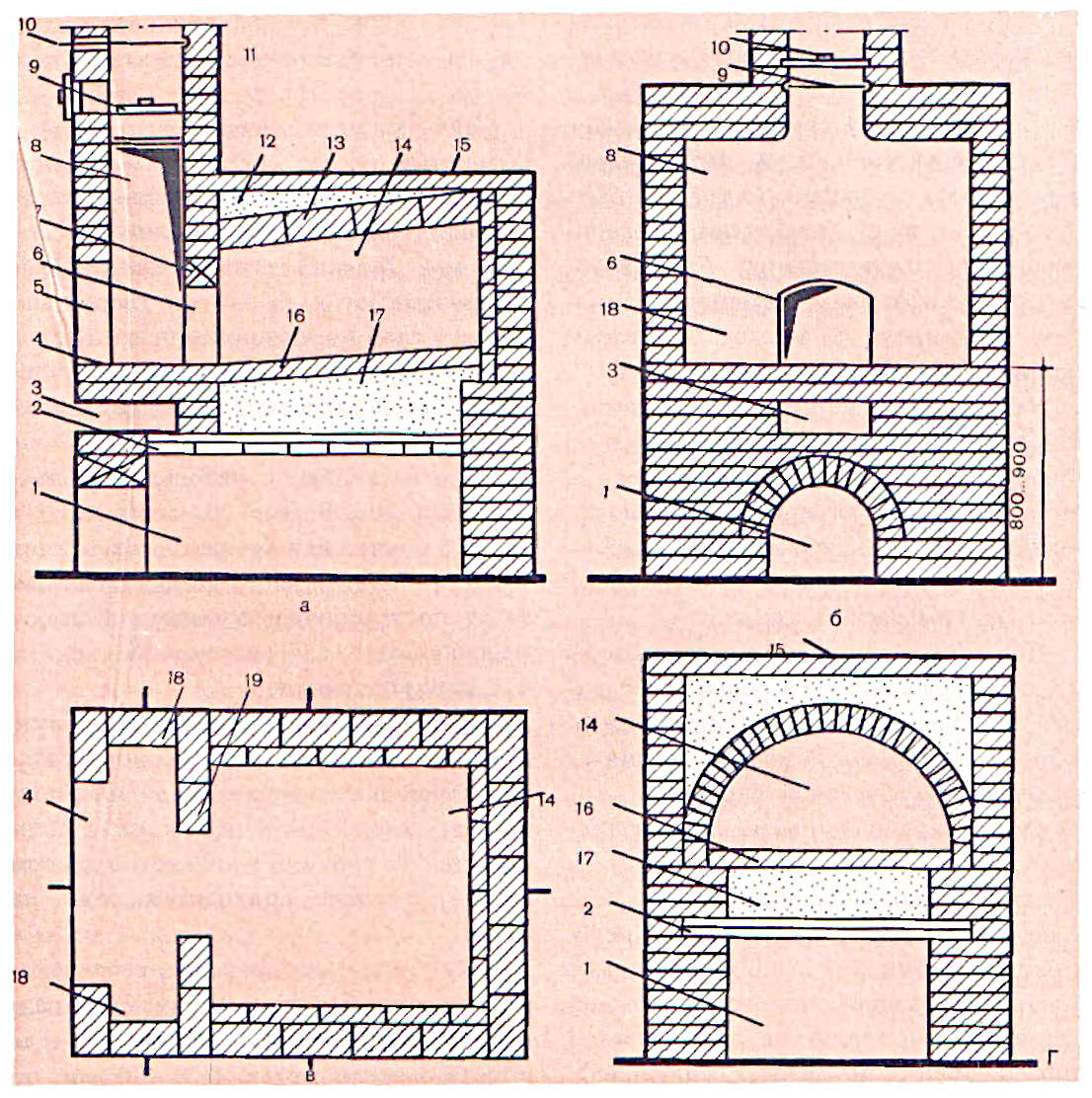
Елементи руської печі: 1 — нижній підпічок, 2 — дощате перекриття, 3 — верхній підпічок, 4 — припічок, 5 — челюсті, 6 — вхід у горнило, 7 — поріжок, 8 — комин, 9 — кагла, 10 — каглянка, 11 — димар, 12 — піщана засипка над зводом, 13 — звід, 14 — горнило, 15 — верхня черінь, 16 — нижня черінь (під), 17 — засипка під подом, 18 — зольники, 19 — щоки

## Використовування печі

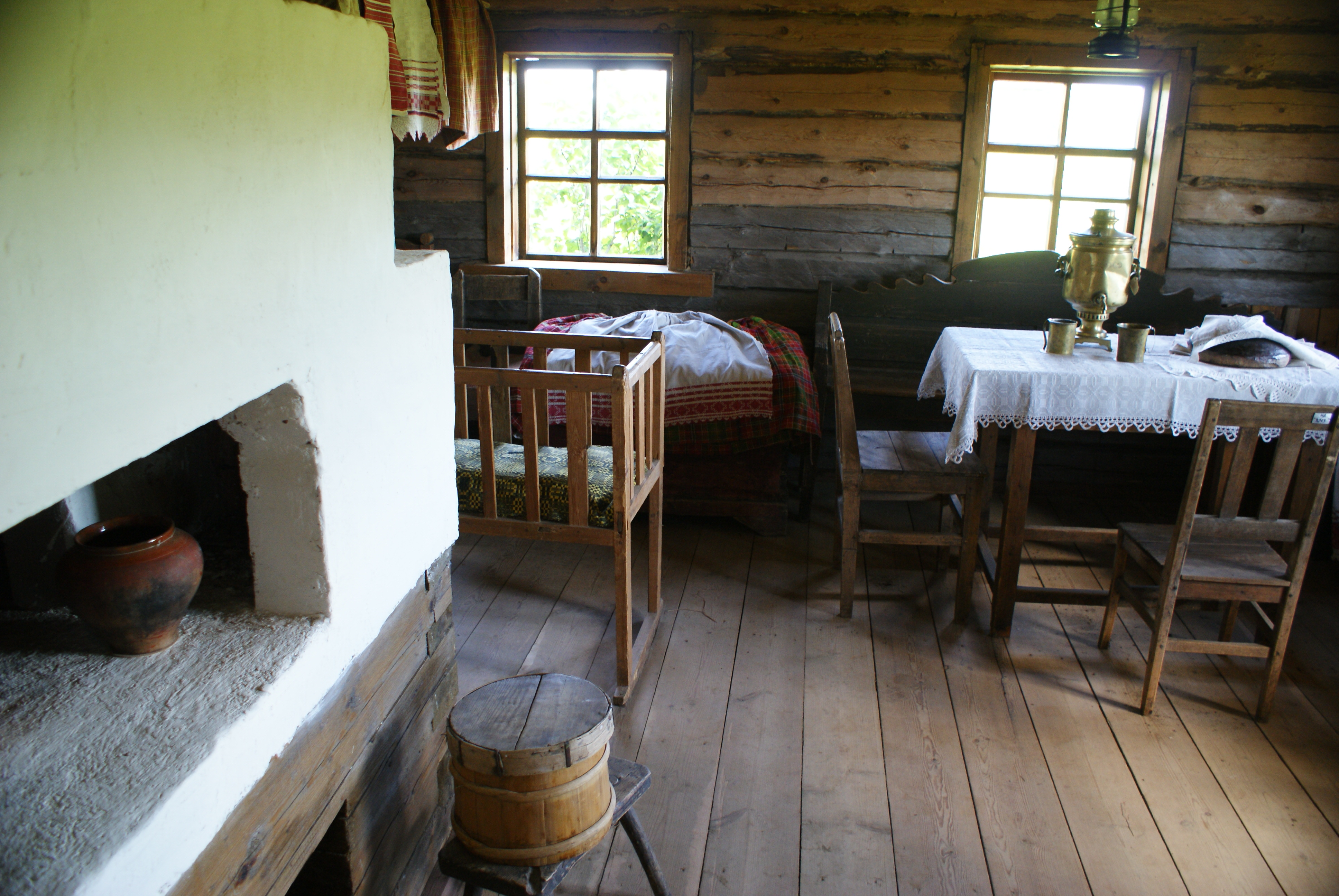
Припічок з горщиком. Білоруський державний музей народної архітектури і побуту

Вогонь розкладають на черені під комином. Для цього кладуть дві дровини паралельно, між ним поміщають розтопку, а зверху стосом розташовують решту полін. Коли дрова розгоряться, їх коцюбою відсовують углиб. Склепіння печі покривається сажею, яка потім вигоряє, поверхня склепіння білішає. Після того, як вугілля повністю прогорить, можна закрити заслінку і перекрити димар каглянкою. Доти затуляти каглянку не слід — неминуче утворення небезпечного чадного газу.
Для випікання хліба або варіння у горщику присок з печі вигрібають (або просто відгортають до стінок) за допомогою кочерги. Хліби саджають на черінь за допомогою хлібної лопати, горщики ставлять рогачем, а сковороди — чаплією. Для того, щоб підрум'янити хліб, на припічку запалювали вогонь — так званий «гніт». Це називалось «гнітити хліб». Паливо для гніту (жмут соломи, скіпа) було відоме як «загніт».
У деяких місцевостях піч могли використовувати замість лазні. Добре протопивши її і вигрібши з неї золу та вугілля, черінь устилали соломою і забиралися у неї (голова залишалася назовні).

## Пічне начиння
До пічного начиння належали такі речі, як коцюба, кочерга, хлібна лопата, чаплія, рогач, помело, совок і ємність для попелу.

## Піч у культурі

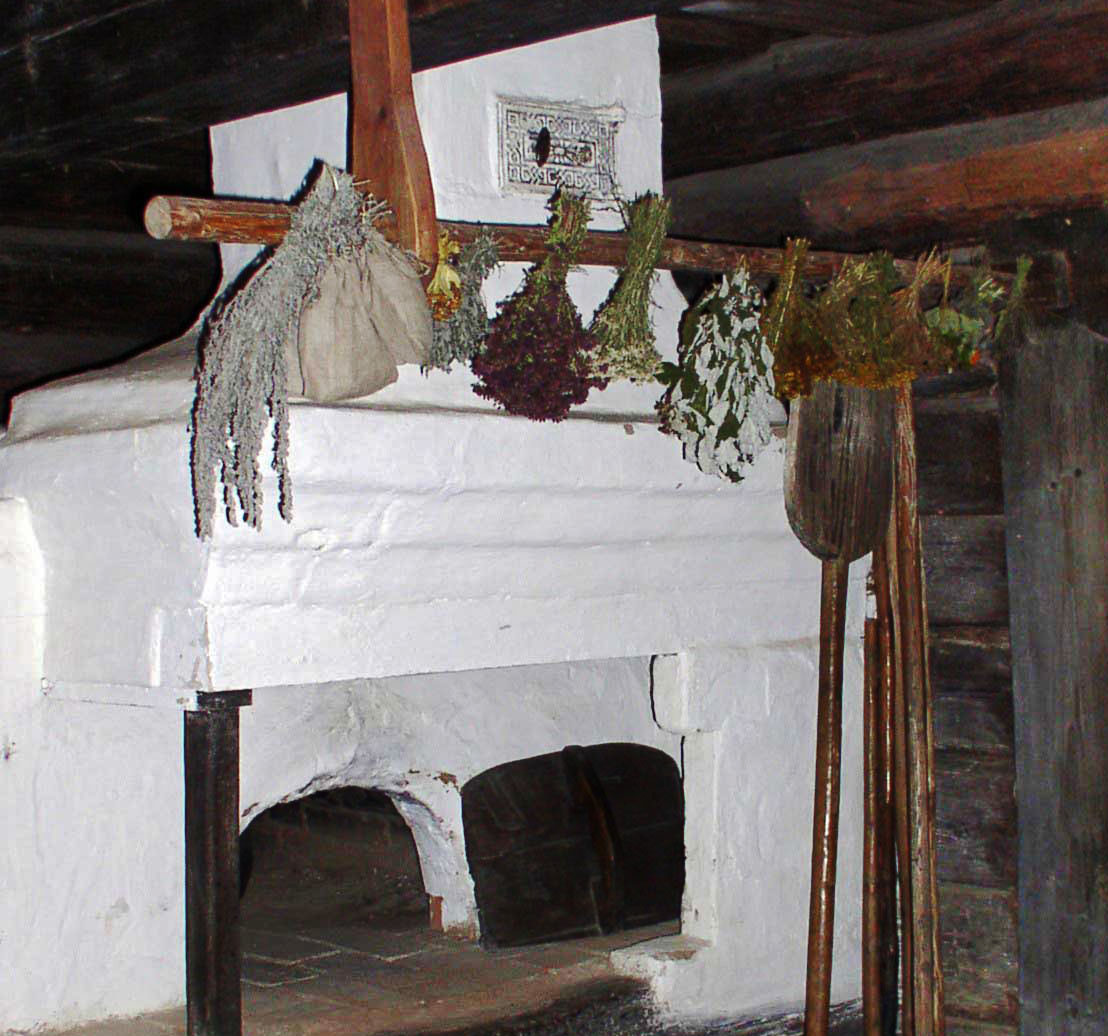
Піч у Білорусі. Видно припічок, челюсті, праворуч — заслінку. На комині — дверцята кагли. Біля печі стоять хлібна лопата і рогач

- Піч пов'язувалася з лінню, неробством: ледарів і домосідів звали «пічкурами»[24].
- У російській народній казці «Гуси-лебеді» сестриця зустрічає піч, що стоїть у чистому полі.
- У російській народній казці «По щучому велінню» їзда на печі головного героя Ємелі є одним з найхарактерніших епізодів.

У живопису
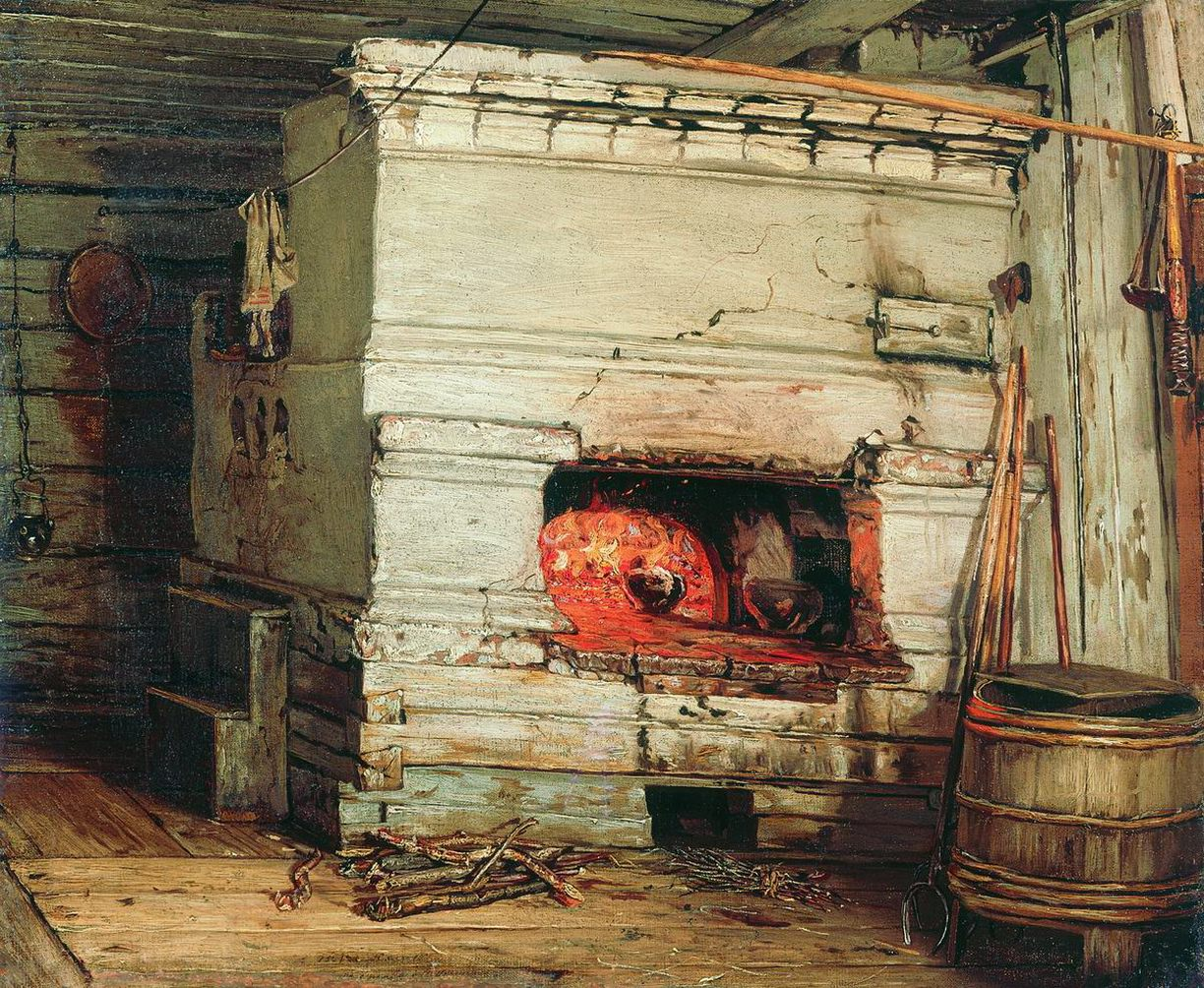
Селянська хата Максимов В. М. 1869
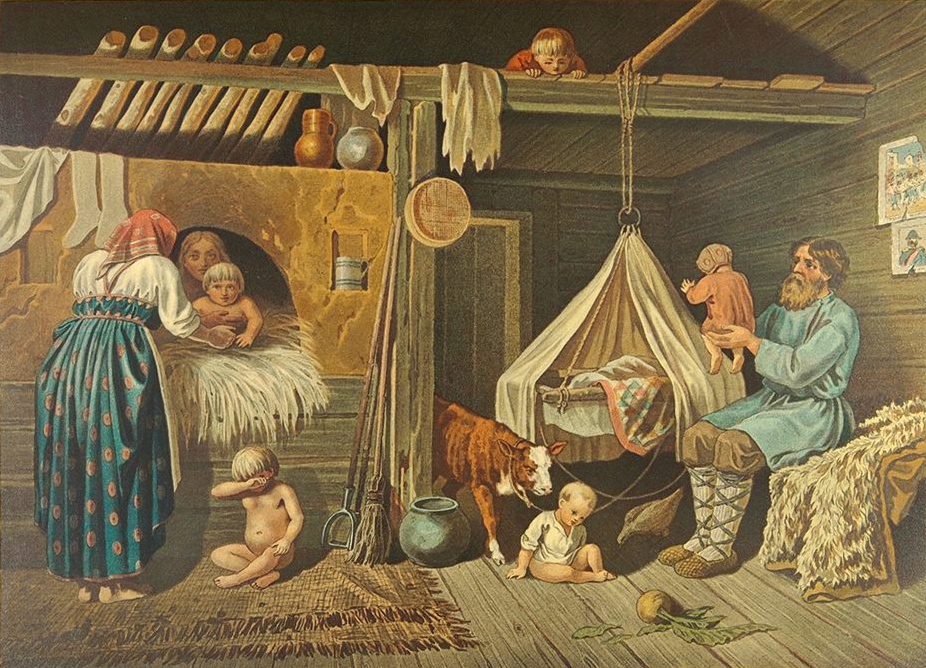
Селянські діти взимку в хаті
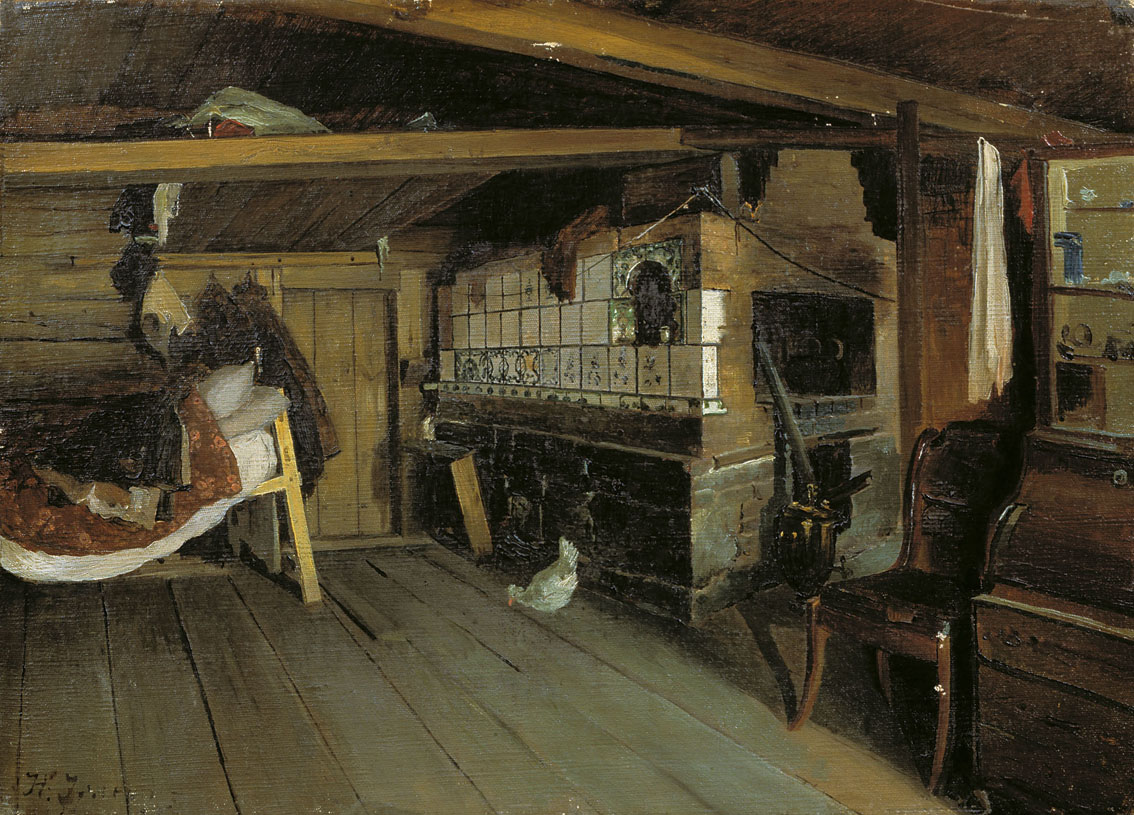
У хаті Еллерт Н.Л.